# Beratungsausschuss für das Deutsche Glockenwesen
Der Beratungsausschuss für das Deutsche Glockenwesen ist ein ökumenisches Beratungsgremium der Evangelischen Kirche Deutschlands und der Deutschen Bischofskonferenz, das die „leitende und ordnende Hand des deutschen Glockenwesen“ ist und generell auf die Förderung und Entwicklung des Glockenwesens in Deutschland abzielt.

## Geschichte
Die Anfänge des Ausschusses gehen auf die internationale Ausstellung Musik im Leben der Völker in Frankfurt am Main im Jahre 1927 zurück. Dort trafen sich auf Initiative von Domkapellmeister Peter Griesbacher (Regensburg) erstmals deutsche Glockenwissenschaftler, Glockensachverständige und Glockengießer. Hieraus entstand über eine zunächst informationell vernetzte Fachschaft 1951 der Beratungsausschuss für das Deutsche Glockenwesen. 1951 stimmten der damalige Ratsvorsitzende der EKD Bischof Otto Dibelius (Berlin) und der damalige Vorsitzende der Deutschen Bischofskonferenz Kardinal Frings (Köln) der formalen Gründung des Ausschusses und der neuen Satzung zu. Die aktuell gültigen Satzungen des Ausschusses stammen aus dem Jahr 2008.

## Aufgaben
Im Rahmen der vorgegebenen Ziele berät der Ausschuss im Auftrag der beiden genannten Kirchen kirchliche Institutionen, erstattet Gutachten in Glockenfragen, führt Veranstaltungen wie Glockentage durch und fördert die Aus- und Weiterbildung von Glockensachverständigen. Der Beratungsausschuss besteht aus sechs von der Deutschen Bischofskonferenz und der Evangelischen Kirche in Deutschland bestimmten Mitgliedern. Darüber hinaus wählt der Beratungsausschuss acht bis zehn Mitglieder hinzu. Unter den Hinzugewählten sollen sich vier Glockensachverständige, zwei Denkmalpfleger und zwei Personen aus kirchlichen Bauämtern befinden. Zu den normalen Mitgliedern treten internationale, glockensachverständige Gastmitglieder hinzu.
Der Beratungsausschuss für das Glockenwesen führt zusammen mit dem Naturschutzbund Deutschland das seit 2007 laufende Projekt Lebensraum Kirchturm durch.

## Veröffentlichungen des Beratungsausschusses für das Deutsche Glockenwesen
- Beratungsausschuss für das Deutsche Glockenwesen: Beiträge zur Glockenkunde: Eine Sammlung von Referaten 1950 bis 1970. Heidelberg 1970.
- Kramer, Kurt (Herausgeber), Beratungsausschuss für das Deutsche Glockenwesen: Glocken in Geschichte und Gegenwart. Zwei Bände. Karlsruhe 1986 und 1997. Badenia-Verlag.
- Beratungsausschuss für das Deutsche Glockenwesen: Beiträge zur Glockenkunde: 1986 bis 1992
- Beratungsausschuss für das Deutsche Glockenwesen: Zum Lobe seines Namens: Liturgie und Glocken. Kevelaer 2008. ISBN 978-3-7666-0974-8.
- Beratungsausschuss für das deutsche Glockenwesen: Empfehlungen zur Inventarisation von Glocken (Arbeitsgrundsätze zur Weiterführung des Deutschen Glockenatlas). 2008, abgerufen am 21. September 2019.